# Gregor Townsend
Gregor Peter John Townsend (Edimburgo, 26 de abril de 1973) es un exjugador y entrenador británico de rugby. Actualmente es entrenador de los Glasgow Warriors.

## Selección nacional
Debutó en el XV del Cardo por primera vez en marzo de 1993 y jugó con ellos hasta su retiro internacional en 2003. En total jugó 82 partidos y marcó 164 puntos.

### Participaciones en Copas del Mundo
Disputó dos Copas del Mundo; Gales 1999 y Australia 2003, se retiró de la selección en esta última.
| Mundial                       | Sede      | Resultado        | PJ | Tries |
| ----------------------------- | --------- | ---------------- | -- | ----- |
| Copa Mundial de Rugby de 1999 | Gales     | Cuartos de final | 5  | 1     |
| Copa Mundial de Rugby de 2003 | Australia | Cuartos de final | 5  | 1     |

## British and Irish Lions
Townsend fue convocado a los British and Irish Lions para la Gira de Sudáfrica 1997.

## Entrenador
Comenzó su carrera como entrenador siendo asistente de Andy Robinson en la selección de Escocia de 2009 a 2012. En 2012 fue contratado por los Glasgow Warriors, su actual equipo.

### Participaciones en la Copa del Mundo
| Mundial                       | Sede  | Equipo  | Resultado      | PJ | PG | PE | PP | Pts + | Pts - |
| ----------------------------- | ----- | ------- | -------------- | -- | -- | -- | -- | ----- | ----- |
| Copa Mundial de Rugby de 2019 | Japón | Escocia | Fase de grupos | 4  | 2  | 0  | 2  | 119   | 55    |